# Irreplaceable (Beyoncé)
Irreplaceable è un singolo della cantante statunitense Beyoncé, pubblicato il 26 ottobre 2006 come terzo estratto dal secondo album in studio B'Day.
Il singolo è stato accolto con favore dai critici musicali contemporanei che ne hanno apprezzato la composizione e il messaggio del testo. Inoltre ha ricevuto una candidatura alla registrazione dell'anno ai Grammy Awards 2008, vincendo un Soul Train Music Awards e un BET Award.
Negli Stati Uniti è rimasto in vetta alla Billboard Hot 100 per dieci settimane consecutive, divenendo il brano solista di Beyoncé con più settimane in prima posizione. Irreplaceable ha ottenuto ampio successo internazionale, vendendo oltre .6 milioni di copie, decimo singolo più venduto a livello mondiale del 2007.

## Descrizione
Irreplaceable era stata scritta per Chrisette Michele. Gli Stargate e Ne-Yo l'avevano composta per il secondo album di inediti di Beyoncé, B'Day, ma Tor Erik Hermansen degli Stargate ha ribattuto che non avrebbero fatto la scelta giusta se avessero lavorato al brano. La casa di produzione norvegese e Ne-Yo avevano creato la canzone da una prospettiva maschile. Oltretutto Ne-Yo ha dichiarato di essersi ispirato allo stile country di Shania Twain o Faith Hill.. Quando Ne-Yo provò a cantare il brano però fu chiaro che era una canzone molto più adatta ad una voce femminile.
In quel periodo Beyoncé aveva appena finito di lavorare al film Dreamgirls, e stava cercando nuove canzoni da incidere per l'album di imminente uscita B'Day. Fu lei la prima scelta della produzione e, quando la cantante sentì il brano, le piacque subito. Fu così che dopo aver cambiato leggermente il testo per adattarlo ad una donna, e aver alzato il tono della canzone per renderlo più adatto alle sue corde, Beyoncé registrò il brano.

## Accoglienza
Il brano ha ricevuto recensioni positive dalla critica musicale, venendo considerato tra i migliori della carriera di Beyoncé da Entertainment Weekly, USA Today, e Time Out.Rolling Stone pone il brano al quattordicesimo posto nella lista delle 70 migliori canzoni di Beyoncé, mentre Alexis Petridis del The Guardian classifica il brano al decimo posto  nella lista delle 30 migliori canzoni di Beyoncé.
Bill Lamb di About.com ha elogiato il lavoro svolto dagli Stargate per la composizione del brano, ritenuto dal critico «avvolto in un magnifico arrangiamento swing».
Tim Finney di Pitchfork definisce la canzone la migliore B'Day, soffermandosi sul cambiamento della cantante nel trattare il tema dell'amore e della fine di una relazione. difatti sottolinea che «in precedenza, l'approccio di Beyoncé al cuore spezzato era sempre letterale, la sua voce e le sue parole declamavano i suoi sentimenti con una serietà studiata che a volte era difficile da credere», mentre Irreplaceable è «la prima canzone in cui Beyoncé mente a se stessa, e il modo in cui la sua voce tradisce perfettamente questa menzogna» rendendola contemporaneamente «la sua performance più sofisticata e più onesta fino ad oggi».
Caitlin White di Complex scrive che con il brano Beyoncé si discosta dall'immagine della donna tradita e sofferente «rafforzando il suo personaggio con un carisma indipendente che è impeccabilmente freddo e sicuro di sé» poiché «non prende in considerazione l'idea di riprenderselo, non si fa prendere dal panico ipotizzando che il tradimento di lui possa essere colpa sua».

## Video musicale
Il video è stato girato da Anthony Mandler e filmato nella settimana dell'11 settembre 2006 a New York. È stato trasmesso in anteprima da MTV il 20 ottobre 2006, ed è rimasto alla vetta della trasmissione Total Request Live per 14 settimane.
Il video si divide in due parti. Nella prima, si vede Beyoncé limarsi le unghie con aria distaccata, mentre il suo ex-fidanzato (interpretato dal modello Bobby Roache) carica sull'automobile le proprie cose, entrando e uscendo dalla casa, sotto lo sguardo indifferente della cantante. Lei lo guarda con disapprovazione e muove le mani a destra o a sinistra; poi guarda la camera e si distacca da Roache. Il senso è: "Non pensare nemmeno per un secondo che tu sia insostituibile". Difatti, lo redarguisce mentre lo vede prendere le proprie cose e con risolutezza, si muove sinuosamente sia ad una porta, sia alle scale.
Intanto Bobby ripete i gesti con cadenza ritmica, ma l'artista lo segue e gli toglie pure il giubbotto prima che lui se ne vada. Quando il ragazzo va via nella seconda parte, si vede Beyoncé ballare davanti allo specchio in biancheria intima e bigodini, ancheggiando e sedendosi rizzando il busto. Infine, nella parte finale, la si vede cantare con la propria band, le Suga mama (già viste nei video di Check On It e in Green Light). Alla fine del video, dopo che Beyoncé con la biancheria intima si dimena e si siede con movenze delicate, si vede il nuovo fidanzato della cantante (voltato di spalle) suonare alla porta di casa di Beyoncé. Le ultime scene inquadrano l'artista mentre apre la porta e si sporge in avanti, sorridente, per accogliere il nuovo fidanzato, mentre la camera s'oscura.

## Tracce
Testi e musiche di Beyoncé Knowles, Tor Erik Hermansen, Espen Lind  Amund Bjorklund, Mikkel S. Eriksen, Shaffer Smith.
1. Irreplaceable – 3:47

CD maxi (Australia)
1. Irreplaceable – 3:47
2. Déjà vu (Freemasons Club Mix) – 3:15 (Beyoncé Knowles, Rodney Jerkins, Delisha Thomas, Makeba Riddick, Keli Nicole Price, Shawn Carter)
3. Déjà vu ((Remix)) – 3:15

CD (Regno Unito)
1. Irreplaceable – 3:47
2. Ring the Alarm (Freemasons Club Mix) – 8:33 (Beyoncé Knowles, Kasseem Dean, Sean Garrett)

CD (Stati Uniti)
1. Irreplaceable – 3:47
2. Irreplaceable (Instrumental Version) – 3:47

## Successo commerciale
Secondo l'International Federation of the Phonographic Industry, Irreplaceable è stato il decimo singolo digitale più venduto del 2007 con oltre 4,6 milioni di copie vendute in tutto il mondo.
Il singolo ha esordito nella classifica statunitense Billboard Hot 100 il 4 novembre 2006, alla posizione numero ottantasette. Ha scalato rapidamente le classifiche grazie all'airplay radiofonico, divenendo per sei settimane consecutive all'inizio di dicembre 2006 il brano più trasmesso nel Paese. Il successo del brano ha portato l'album B'Day è rientratare nella tra le prime dieci posizioni della Billboard 200. Irreplaceable ha raggiunto la prima posizione della Hot 100 il 16 dicembre 2006, diventando il quarto singolo di Beyoncé alla prima posizione come artista solista, e il secondo del progetto discografico dopo Check on It del 2005. Il singolo ha trascorso 10 settimane consecutive alla numero uno, rimpiazzato da Say It Right di Nelly Furtado il 24 febbraio 2007, superando il precedente record detenuto da Baby Boy che vi rimase per nove; al 2024 è il brano solista di Beyoncé con più settimane al numero uno, superato solo da Independent Women Part I pubblicato come membro delle Destiny's Child con undici settimane consecutive.
Irreplaceable ha esordito alla posizione numero otto della ARIA Single Chart australiana e ha raggiunto la prima posizione, rimanendo in cima alla classifica per tre settimane consecutive, diventando il primo e finora unico singolo di Beyoncé al numero uno in Australia. Nel Regno Unito ha raggiunto la quarta posizione della Official Singles Chart, con dodici settimane di permanenza tra le prime venti posizioni e venticinque settimane di permanenza totale in classifica, divenendo il quinto singolo di Beyoncé con la più lunga permanenza in classifica nel Regno Unito. Al 2024 è il quarto brano di maggior successo nel paese con 1,6 milioni di copie vendute.

## Classifiche

### Classifiche settimanali
| Classifica (2006-2007) | Posizione massima |
| ---------------------- | ----------------- |
| Australia              | 1                 |
| Austria                | 11                |
| Belgio (Fiandre)       | 13                |
| Belgio (Vallonia)      | 25                |
| Europa                 | 7                 |
| Finlandia              | 13                |
| Francia                | 10                |
| Germania               | 11                |
| Irlanda                | 1                 |
| Italia                 | 10                |
| Norvegia               | 8                 |
| Nuova Zelanda          | 1                 |
| Paesi Bassi            | 5                 |
| Regno Unito            | 4                 |
| Repubblica Ceca        | 4                 |
| Stati Uniti            | 1                 |
| Svezia                 | 19                |
| Svizzera               | 9                 |
| Ungheria               | 1                 |

### Classifiche di fine anno
| Classifica (2006) | Posizione |
| ----------------- | --------- |
| Australia         | 23        |
| Irlanda           | 17        |
| Paesi Bassi       | 71        |
| Regno Unito       | 29        |
| Svezia            | 88        |
| Svizzera          | 96        |
| Classifica (2007) | Posizione |
| Australia         | 42        |
| Germania          | 79        |
| Regno Unito       | 120       |
| Stati Uniti       | 1         |

## Riconoscimenti
Grammy Award
- 2008 – Candidatura alla registrazione dell'anno

ASCAP Pop Music Awards
- 2007 – Canzone più trasmessa

BET Awards
- 2007 – Video dell'anno
- 2007 – Candidato al Viewer's Choice Award

BMI London Awards
- 2008 – The Robert S. Musel Award
- 2008 – Pop Award

MTV Video Music Awards
- 2007 – Candidatura al video dell'anno

NAACP Image Award
- 2007 – Candidatura alla miglior canzone
- 2007 – Candidatura al miglior video

Nickelodeon Kids' Choice Awards
- 2007 – Miglior canzone

Soul Train Music Awards
- 2007 – Miglior canzone R&B/Soul femminile
- 2007 – Candidatura al miglior video R&B/Soul